# Carl Dahlgren (donator)
Carl Fredrik Dahlgren, född den 10 juli 1818 i Gistads socken, Östergötland, död den 23 december 1894 i Stockholm, var en svensk jurist, konstsamlare och donator.
Dahlgren blev student vid Uppsala universitet 1837. År 1855 blev han vice häradshövding och samma år notarie hos överståthållarämbetet för polisärenden (tjänstledig från 1877) samt 1870 kurator vid Stockholms stads förmyndarkammare. Genom enskilda uppdrag skapade Dahlgren  en betydande förmögenhet, som han huvudsakligen använde för samlandet av konst- och konsthantverksföremål. I sitt testamente donerade han till Nationalmuseum sina samlingar av dosor (mer än 1 100 stycken), ur (omkring 450 stycken) och miniatyrmålningar (4 435 stycken); hans större målningar (omkring 1 900 stycken) i olja, pastell och akvarell skänktes till Östergötlands museum i Linköping. Dahlgren är begravd på Norra begravningsplatsen utanför Stockholm.